# لانجازات (أرارات)
مدينة لانجازات (بالأرمينية:Լանջազատ) (بالإنجليزية: Lanjazat)‏ هي إحدى المدن التابعة لمقاطعة أرارات في أرمينيا. يقدر عدد سكانها بـ 1399 نسمة حسب الإحصاء الذي جرى عام 2011.